# Lanfranco Dettori

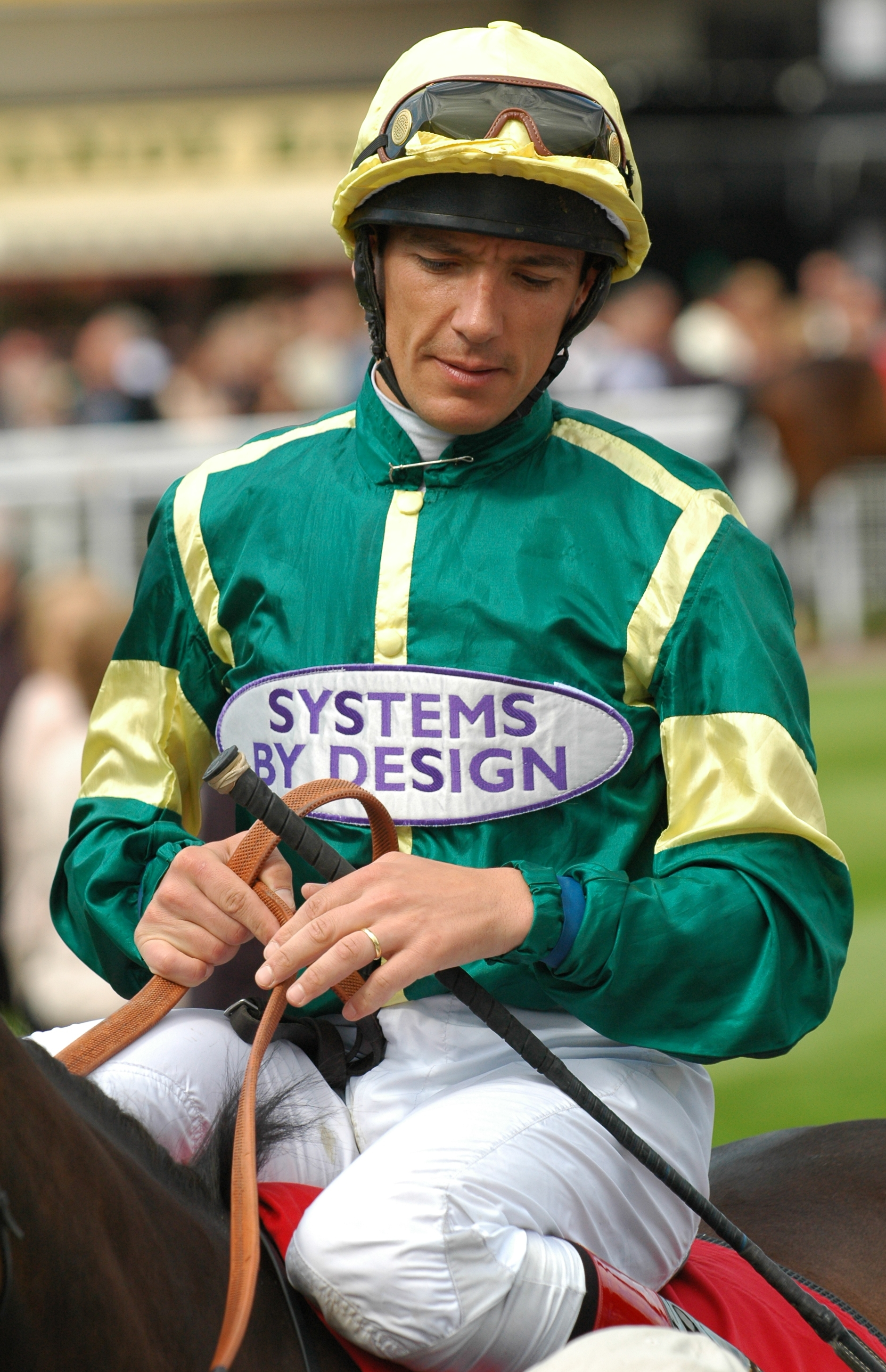
Frankie Dettori

Lanfranco "Frankie" Dettori (MBE, Milão, 15 de dezembro de 1970), chamado Frankie Dettori,  é um jockey italiano. É considerado pela mídia internacional como o melhor do mundo em atividade, embora tenha menor número de vitórias que Jorge Ricardo (atual recordista mundial de vitórias). Tem atuado nos cinco continentes.)
Como peculiaridade promocional, desmonta do cavalo com um salto para cima.

## Grandes vitórias
Barém 
- The Crown Prince Cup – (3) – Bartack (2015), (2016), Shogun (2018)
- Crown Prince Cup for locally bred horses - (1) - Knight and Day (2016)
- King's Cup - (2) - Field Of Fame(2016), Shogun (2018)
- Al Khalifa Cup - (1) - Shogun (2018)

 France
- Critérium de Saint-Cloud – (1) – Passion for Gold (2009)
- Grand Prix de Saint-Cloud – (1) – Alkaased (2005)
- Poule d'Essai des Poulains – (3) – Vettori (1995), Bachir (2000), Shamardal (2005)
- Prix de l'Abbaye de Longchamp – (3) – Lochsong (1993, 1994), Var (2004)
- Prix de l'Arc de Triomphe – (5) – Lammtarra (1995), Sakhee (2001), Marienbard (2002), Golden Horn (2015), Enable (2017)
- Prix du Cadran – (1) – Sergeant Cecil (2006)
- Prix de Diane – (2) – West Wind (2007), Star Of Seville (2015)
- Prix de la Forêt – (2) – Caradak (2006), Olympic Glory (2014)
- Prix Ganay – (2) – Pelder (1995), Cracksman (2018)
- Prix d'Ispahan – (2) – Halling (1996), Best of the Bests (2002)
- Prix Jacques Le Marois – (4) – Dubai Millennium (1999), Muhtathir (2000), Librettist (2006), Al Wukair (2017)
- Prix Jean-Luc Lagardère – (2) – Rio de la Plata (2007), Dabirsim (2011)
- Prix Jean Prat – (3) – Torrential (1995), Starborough (1997), Almutawakel (1998)
- Prix Jean Romanet - (2) -  Folk Opera (2008), Ribbons (2014)
- Prix du Jockey Club – (3) – Polytain (1992), Shamardal (2005), Lawman (2007)
- Prix Lupin – (1) – Flemensfirth (1995)
- Prix Marcel Boussac – (2) – Ryafan (1996), Sulk (2001)
- Prix Maurice de Gheest – (1) – Diktat (1999)
- Prix Morny – (5) – Bahamian Bounty (1996), Dabirsim (2011), The Wow Signal (2014), Shalaa (2015), Lady Aurelia (2016)
- Prix du Moulin de Longchamp – (2) – Slickly (2001), Librettist (2006)
- Prix de l'Opéra – (1) – Nahrain (2011)
- Prix de la Salamandre – (2) – Lord of Men (1995), Aljabr (1998)
- Prix Vermeille – (2) – Mezzo Soprano (2003), Trêve (2013)
- Challenge d'Or Piaget – (1) – Prince Babar (1993)
- Piaget d'Or – (1) – Dana Springs (1993)

 Catar 
- Emir's Trophy – (2) – Dubday (2014), Dubday (2015)
- Thoroughbred Conditions – (1) – Momalorka (2014)
- HH Sheik Mohammed Bin Khalifa Al Thani Trophy  – (1) – Dubday (2014)
- Qatar Gold Trophy – (1) – Dubday (2015)
- Thoroughbred Handicap – (1) – Arch Machness (2015)

 United Arab Emirates 
Jebel Ali Mile – (1)
Jebel Ali Sprint – (1)
 Alemanha
- Bayerisches Zuchtrennen – (3) – Germany (1995), Kutub (2001), Elliptique (2016)
- Deutsches Derby – (1) – Temporal (1991)
- Deutschland-Preis – (3) – Luso (1997), Marienbard (2002), Campanologist (2010)
- Grosser Preis von Baden – (3) – Germany (1995), Marienbard (2002), Mamool (2003)
- Preis von Europa – (3) – Kutub (2001), Mamool (2003), Campanologist (2011)

 Macau
- Macau Derby – (1) – Royal Treasure (2002)

 Hong Kong
- Centenary Sprint Cup – (1) – Firebolt (2002)
- Hong Kong Cup – (3) – Fantastic Light (2000), Falbrav (2003), Ramonti (2007)
- Hong Kong Mile – (1) – Firebreak (2004)
- Hong Kong Vase – (2) – Luso (1996), Mastery (2010)
- Queen Elizabeth II Cup – (1) – Overbury (1996)

 Trinidad e Tobago
- Caribbean Champion Stakes – (1) –  Bigman in Town (2014)

 Eslováquia
- Slovenské Derby – (1) –  Muskatsturm (2002)
- Bratislavska Mile – (1) –  Tribal Instinct (2002)

 África do Sul
- Cape Derby - (1) - Edict of Nantes (2017)
- The Citizen Handicap - (1) -  Turn Back Time (2016)

 Irlanda
- Irish 2,000 Guineas – (2) – Bachir (2000), Dubawi (2005)
- Irish Champion Stakes – (6) – Swain (1998), Daylami (1999), Fantastic Light (2001), Grandera (2002), Snow Fairy (2012), Golden Horn (2015)
- Irish Derby – (1) – Balanchine (1994)
- Irish Oaks – (4) – Lailani (2001), Vintage Tipple (2003), Blue Bunting (2011), Enable (2017)
- Irish St. Leger – (2) – Kayf Tara (1999), Wicklow Brave (2016)
- Matron Stakes – (1) – Independence (2001)
- National Stakes – (1) – Dubawi (2004)
- Phoenix Stakes – (1) – Pips Pride (1992)
- Pretty Polly Stakes – (1) – Del Deya (1994)
- Tattersalls Gold Cup – (2) – Daylami (1998), Fantastic Light (2001)

 Abu Dhabi
- His Highness The President Cup

 Itália
- Derby Italiano – (2) – Mukhalif (1999), Mastery (2009)
- Gran Criterium – (1) – Kirklees (2006)
- Gran Premio del Jockey Club – (6) – Misil (1993), Shantou (1996), Kutub (2001), Cherry Mix (2005), Schiaparelli (2009), Campanologist (2011)
- Gran Premio d'Italia – (1) – Masad (1992)
- Gran Premio di Milano – (3) – Shantou (1997), Sudan (2007), Dylan Mouth (2016)
- Oaks d'Italia – (1) – Nicole Pharly (1997)
- Premio Roma – (5) – Legal Case (1990), Misil (1992), Flemensfirth (1996), Sunstrach (2002), Rio De La Plata (2010)
- Premio Vittorio di Capua – (5) – Muhtathir (1999), Slickly (2001, 2002), Ancient World (2004), Rio De La Plata (2010)

 Suíça
- GP Hotel Soldanella (White Turf) – (1) – Sweet Venture (2010)

 Canada
- Canadian International Stakes – (3) – Mutafaweq (2000), Sulamani (2004), Joshua Tree (2012)
- E. P. Taylor Stakes – (2) – Timarida (1995), Folk Opera (2008)

 Australia
- A J Moir Stakes – (1) – Spinning Hill (2002)

 United Arab Emirates
- Al Maktoum Challenge, Round 3 – (5) – Dubai Millennium (2000), Street Cry (2002), Grandera (2003), Electrocutionist (2006), Jalil (2008)
- Dubai Duty Free Stakes – (1) – Tamayaz (1997)
- Dubai Golden Shaheen – (1) – Kelly's Landing (2007)
- Dubai Sheema Classic – (3) – Stowaway (1998), Sulamani (2003), Rewilding (2011)'
- Dubai World Cup – (3) – Dubai Millennium (2000), Moon Ballad (2003), Electrocutionist (2006)
- Godolphin Mile – (7) – Allied Forces (1998), Lend A Hand (1999), Firebreak (2003,2004), Two Step Salsa (2009), Skysurfers (2011), African Story (2012)
- Jebel Hatta – (2) – Siege (2000), Mahfooth (2001)
- UAE Derby – (2) – Essence of Dubai (2002), Discreet Cat (2006)
- Al Quoz Sprint – (1) – Great Britain (2007)

 Turquia
- Anatolia Trophy – (2) – Balius (2009), Hunter's light (2012)
- Erkek Tay Denemet

 EUA
- Beverly D. Stakes – (1) – Crimson Palace (2004)
- Breeders' Cup Classic – (1) – Raven's Pass (2008)
- Breeders' Cup Filly & Mare Turf – (2) – Ouija Board (2006), Queen's Trust (2016)
- Breeders' Cup Juvenile – (1) – Wilko (2004)
- Breeders' Cup Juvenile Turf – (3) – Donativum (2008), Pounced (2009), Hootenanny (2014)
- Breeders' Cup Mile – (1) – Barathea (1994)
- Breeders' Cup Turf – (4) – Daylami (1999), Fantastic Light (2001), Red Rocks (2006), Dangerous Midge (2010)

 Mauricía
- The Air Mauritius Pailles
- Le Grand Prix De France
- The Long Beach Cup

 Japão
- Japan Cup – (3) – Singspiel (1996), Falbrav (2002), Alkaased (2005)
- Japan Cup Dirt – (1) – Eagle Cafe (2002)

 Singapura
- Singapore Gold Cup – (1) – Kutub (2002)
- Singapore Airlines International Cup – (1) – Grandera (2002)
- Singapore Plate – (1) – Timahs (2000)

 Arábia Saudita 
- King's Cup (Saudi Arabia Horse Race)
- Custodian of the Holy Two Mosques
- King Abdulaziz Cup
- Crown Prince Cup